# 豆卢光祚
豆卢光祚（7世纪?—8世纪?），唐朝正议大夫、丹延坊三州刺史、上柱国、中山郡开国公。妻子万泉县主薛氏（687-710），为太平公主和驸马薛绍所生之女。

## 家世
- 六世祖：豆卢苌
- 五世祖：豆卢永恩，北魏使持节骠骑大将军、开府仪同三司、侍中、少保、成鄯沙利文幽冀定相并十州刺史，沃野县开国公。
- 高祖父：豆卢通，隋使持节、洪夏二州总管、徐沂定相恒五州刺史、左武候大将军、驸马都尉、南陈郡开国公。
- 曾祖父：豆卢宽，唐殿中监、卫尉卿、右卫大将军、礼部尚书、岐州刺史、光禄大夫、上柱国、芮国公，赠特进、使持节都督、并汾箕岚四州诸军事、并州刺史，谥曰定。
- 祖父：豆卢怀让，唐金紫光禄大夫、行太府卿、驸马都尉、上柱国、芮国公。
- 祖母：长沙公主（万春公主）。
- 父：豆卢贞松，唐金紫光禄大夫、宗正卿、上柱国、邠国公。
- 母：邠国夫人窦氏
- 岳父：薛绍，唐金紫光禄大夫、卫尉卿、驸马都尉、上柱国。
- 岳母：镇国太平公主
  - 子：豆卢建（706年－744年），尚唐玄宗第十三女建平公主
  - 子：豆卢雄，司农卿，赠左散骑常侍。
    - 孙：豆卢靖，豆卢雄之子，御史中丞、忻王傅。
      - 曾孙女：豆卢氏，豆卢靖之女，适邕管经略使、邕州刺史张遵
      - 曾孙：豆卢署，豆卢氏从祖兄